# Annette Badland
Annette Badland (nacida en Edgbaston, Birmingham; 1950-) es una actriz británica conocida por sus participaciones en televisión, radio y el cine.

## Carrera
Ha aparecido en varios papeles de televisión, incluyendo en Bergerac (1981-1984), 2point4 children, Making Out, Summer Hill, Jackanory, Goon of Archer, The Demon Headmaster, The Worst Witch, The Queen's Nose, entre otras.
En 1989 apareció en The Rough and The Smooth y en un episodio de All Creatures Great and Small. También ha aparecido en muchas películas como A Little Princess (1986), Jabberwocky (1977), Little Voice (1998), entre otras. Ha aparecido en varios dramas de radio incluyendo Rolling Home (2001) para la BBC Radio 4, Smelling of Roses (2003) y en At the Back of the North Wind una adaptación de la novela de George MacDonald.
En 1998 apareció como invitada en la serie Mr. Wymi como Primrose durante el episodio "From Matron with Love", anteriormente había aparecido en la serie en 1997.
En 1999 di vida a Penny Rowan en el episodio "Look Again" de la serie policíaca The Bill, un año antes había aparecido como Angie Barker en el episodio "The Fat Lady Sings", en 1995 como Pearl Armfield en el episodio "Off Limits" y su primera aparición fue en 1991 donde dio vida a Stella King en el episodio "Vital Statistics".
En el 2000 apareció como invitada por primera vez en la serie médica Doctors donde dio vida a Judy Brownlow en el episodio "A Woman's Right to Choose", Annette apareció nuevamente en la serie en el 2004 como Sharon Maberly en el episodio "An Inspector Called", en el 2007 como Sarah Hardy durante el episodio "Background Noise ", en el 2010 como Angela Lombard en el episodio "Love Thy Neighbour" y siendo su última aparición fue en el 2012 donde interpretó a Denise Foster durante el episodio "Outlaws and Angels".
En el 2002 se unió al elenco de la serie Cutting It donde interpretó a Brawdie Henshall, una mujer con sobrepeso que tiene resentimiento hacia su hija Allie (Sarah Parish) ya que cree que ella fue la razón por la que tuvo que casarse con Tom Henshall (Bill Thomas), hasta el final de la serie en el 2005.
En el 2005 obtuvo un papel en la película Charlie and the Chocolate Factory protagonizada por Johnny Depp. También apareció como invitada en la serie Coronation Street donde dio vida a Thelma Clegg, una mujer que contrata a Kirk Sutherland (Andrew Whyment) para que limpia a su poodle.
Ese mismo año apareció en la popular serie británica Doctor Who donde dio vida a Margaret Blaine, una oficial de alto rango del MI5 del siglo 21 que es asesinada por el villano Blon Fel-Fotch Passameer-Day Slitheen, quien luego usa su piel para hacerse pasar por Margaret y así postularse para alcalde de Cardiff y dio comentarios para el DVD de la serie Doctor Who de los episodios "Doctor Who: World War Three" y "Doctor Who: Boom Town".
En el 2012 apareció en la serie de ciencia ficción Wizards vs Aliens donde dio vida a la hechicera Ursula Crowe, la abuela de Thomas "Tom" Clarke (Scott Haran).
Ese mismo año apareció en la serie médica Casualty donde interpretó a Maggie Young en el episodio "Sixteen Candles", anteriormente había aparecido en la serie por primera vez en 1990 donde dio vida a Jodie Forbes en el episodio "Remembrance", nuevamente en 1993 como Angela Mason en el episodio "Born Losers" y en el 2009 donde dio vida a Jenny Chinton en el episodio "Every Breath You Take".
El 31 de enero del 2014 se unió al elenco principal de la popular serie británica EastEnders donde interpretó a Babe Smith, la tía de Shirley Carter hasta el 9 de febrero del 2017.

## Filmografía

### Series de televisión
| Año         | Título                        | Personaje                 | Notas                                                   |
| ----------- | ----------------------------- | ------------------------- | ------------------------------------------------------- |
| 2018        | Midsomer Murders              | Dr. Fleur Perkins         | episodio #20.1                                          |
| 2014 - 2017 | EastEnders                    | Babe Smith                | 218 episodios                                           |
| 2014 - 2015 | Outlander                     | Mrs. Fitzgibbons          | 5 episodios                                             |
| 2013, 2015  | Man Down                      | Mrs. Wigmore              | 3 episodios                                             |
| 2012 - 2013 | Wizards vs. Aliens            | Ursula Crowe              | 26 episodios                                            |
| 2013        | You, Me & Them                | Karen                     | episodio "The Funeral"                                  |
| 2013        | 3some                         | Margaret                  | 2 episodios                                             |
| 2012        | Casualty                      | Maggie Young              | episodio "Sixteen Candles"                              |
| 2012        | Doctors                       | Denise Forster            | episodio "Outlaws and Angels"                           |
| 2012        | Skins                         | Mavis                     | episodio "Finale"                                       |
| 2011        | The Sparticle Mystery         | Doomsday Dora             | 4 episodios                                             |
| 2011        | Little Crackers               | Mrs. Ramsbottom           | episodio "Sheridan Smith's Little Cracker: The Daltons" |
| 2011        | Land Girls                    | Miss Timpson              | episodio "The War in the Fields"                        |
| 2009        | Personal Affairs              | Mairhi Crawford           | episodio "Between a Rock and a Hard Place"              |
| 2009        | All the Small Things          | Ethel Tonks               | 6 episodios                                             |
| 2008        | Coming Up                     | Mujer                     | episodio "Lickle Bill Um"                               |
| 2008        | Kingdom                       | Dolly Tucker              | episodio # 2.1                                          |
| 2007        | Director's Debut              | Sheena Keavey             | episodio "Baby Boom"                                    |
| 2006        | Bad Girls                     | Angela Robbins            | episodio # 8.3                                          |
| 2005        | Casualty @ Holby City         | Wendy Wincott             | episodio "Interactive: Something We Can Do"             |
| 2002 - 2005 | Cutting It                    | Brawdie Henshall          | 25 episodios                                            |
| 2005        | Doctor Who                    | Margaret Blaine           | 3 episodios                                             |
| 2005        | Twisted Tales                 | Bunty Crow                | episodio "Fruitcake of the Living Dead"                 |
| 2005        | Casanova                      | Pauline                   | episodio #1.3 - miniserie                               |
| 2005        | Judge John Deed               | Bette Kidman              | 2 episodios                                             |
| 2005        | Horizon                       | Enfermera                 | episodio "Einstein's Unfinished Symphony"               |
| 2005        | Coronation Street             | Thelma Clegg              | 2 episodios                                             |
| 2003        | Agatha Christie's Poirot      | Mrs. Spriggs              | episodio "Five Little Pigs"                             |
| 2002        | Born and Bred                 | Edna Pendleton            | episodio "The Best Man"                                 |
| 2000 - 2001 | The Queen's Nose              | Mrs. Dooley               | 7 episodios                                             |
| 1999 - 2000 | Microsoap                     | Tía Glenda                | 3 episodios                                             |
| 1999        | Oliver Twist                  | Chertsey Cook             | episodio "In Which All Is Revealed..." - miniserie      |
| 1998 - 1999 | The Worst Witch               | Mrs. Maria Tapioca        | 3 episodios                                             |
| 1999        | Holby City                    | Eleri                     | episodio "Search for the Hero"                          |
| 1999        | The Bill                      | Penny Rowan               | episodio "Look Again"                                   |
| 1997        | Mr. Wymi                      | Matrona                   | 15 episodios                                            |
| 1997        | Holding On                    | Brenda                    | 4 episodios - miniserie                                 |
| 1997        | Ain't Misbehavin'             | Anna                      | episodio # 1.2 - miniserie                              |
| 1996        | The Demon Headmaster          | Administradora del Correo | 2 episodios                                             |
| 1995 - 1996 | Blackhearts in Battersea      | Dolly Buckle              | 6 episodios                                             |
| 1996        | Outside Edge                  | Rosie                     | episodio # 3.3                                          |
| 1996        | Fist of Fun                   | Empleada de la Pizería    | episodio # 1.4                                          |
| 1995        | Jackanory                     | Cuentista                 | 3 episodios                                             |
| 1995        | Mike & Angelo                 | Miss Bliss                | episodio "Mrs Shoutfire"                                |
| 1994        | Blue Heaven                   | Ms. Emmett                | episodio # 1.2                                          |
| 1994        | Frank Stubbs Promotes         | Ailsa                     | episodio "Babies"                                       |
| 1994        | Love Hurts                    | Thalia Thomas             | episodio "The Parent Trap"                              |
| 1994        | Smokescreen                   | Big Smithy                | episodio # 1.1                                          |
| 1993        | Inside Victor Lewis-Smith     | Enfermera                 | -                                                       |
| 1991 - 1993 | 2point4 Children              | Dawn                      | 2 episodios                                             |
| 1993        | The Mushroom Picker           | -                         | miniserie                                               |
| 1992        | Archer's Goon                 | Shine                     | -                                                       |
| 1991        | Making Out                    | Willow                    | 6 episodios                                             |
| 1999 - 1990 | Happy Families                | Varios Personajes         | 14 episodios                                            |
| 1989        | All Creatures Great and Small | Sybil Darnley             | episodio "The Rough and the Smooth"                     |
| 1989        | Screenplay                    | -                         | episodio "Chinese Whispers"                             |
| 1987        | You Must Be the Husband       | Enfermera                 | episodio "Mummy's Brave Little Soldier"                 |
| 1987        | A Little Princess             | Cook                      | 6 episodios                                             |

### Películas
| Año  | Título                            | Personaje    | Notas                                                                                  |
| ---- | --------------------------------- | ------------ | -------------------------------------------------------------------------------------- |
| 2005 | Charlie and the Chocolate Factory | Mujer Alegre | junto a Johnny Depp, Freddie Highmore, Helena Bonham Carter, David Kelly & Noah Taylor |

### Apariciones
| Año  | Título                | Personaje | Notas                     |
| ---- | --------------------- | --------- | ------------------------- |
| 2013 | The Sparticle Mystery | Dora      | episodio "The Stone Head" |

### Presentadora
| Año         | Programa      | Notas                                      |
| ----------- | ------------- | ------------------------------------------ |
| 1995        | Without Walls | episodio "The Ring Reduced" - presentadora |
| 1986 - 1991 | You and Me    | presentadora                               |

### Teatro
| Año  | Obra                   | Personaje | Director (a)   | Teatro              | Notas                                                                            |
| ---- | ---------------------- | --------- | -------------- | ------------------- | -------------------------------------------------------------------------------- |
| 2006 | Waiting for Godot      | -         | Peter Hall     | Theatre Royal       | junto a Richard Dormer, James Laurenson, Andrea Riseborough & Barry Stanton      |
| 2006 | Look Back in Anger     | -         | -              | -                   | -                                                                                |
| 2006 | Habeas Corpus          | -         | -              | -                   | -                                                                                |
| 2006 | Miss Julie             | -         | -              | -                   | -                                                                                |
| 2006 | Measure for Measure    | -         | -              | -                   | -                                                                                |
| 2002 | Doctor Faustus         | -         | David Lan      | Young Vic Theatre   | junto a Jude Law, Richard McCabe, Tom Smith & Bohdan Poraj                       |
| 1996 | When We Are Married    | -         | Jude Kelly     | Savoy Theatre       | junto a Leo McKern, Dawn French, Alison Steadman, Paul Copley & Roger Lloyd-Pack |
| 1994 | The Kitchen            | -         | Stephen Daldry | Royal Court Theatre | junto a Lorraine Ashbourne, Christopher Fulford Sam Beazley e Ewan Hooper        |
| 1972 | Tis Pity She's A Whore | -         | David Giles    | Arts Theatre        | junto a Ian McKellen, Felicity Kendal, Robert Eddison & John Moreno              |

## Premios y nominaciones
| Año  | Categoría                                                                                                  | Premio                    | Serie/Película | Resultado |
| ---- | --- | ------------------------- | -------------- | --------- |
| 2016 | Best Bad Girl                                                                                              | Inside Soap Award         | EastEnders     | Nominada  |
| 1999 | Outstanding Performance by a Cast in a Theatrical Motion Picture (junto a Brenda Blethyn, Jim Broadbent..) | Screen Actors Guild Award | Little Voice   | Nominados |